# IEEE 802.11p
IEEE 802.11p ist ein im Juli 2010 publizierter Standard zur Erweiterung der IEEE-802.11-Norm, um die WLAN-Technik in Personen-Kraftfahrzeugen zu etablieren und eine zuverlässige Schnittstelle für Anwendungen intelligenter Verkehrssysteme (englisch Intelligent Transport Systems, ITS) zu schaffen. Die Arbeitsgruppe 802.11p ist aus den Aktivitäten von 802.11a entstanden.
802.11p wird als Grundstein für Dedicated Short Range Communication (DSRC) im Frequenzband von 5,85 bis 5,925 GHz betrachtet. Es handelt sich um ein Projekt des US-amerikanischen Department of Transportation auf der Basis des europäischen CALM-Systems (Communications, Air-interface, Long and Medium range). Um Verwechslungen mit der europäischen DSRC-Version von CEN zu vermeiden, wird vor allem in Europa eher der Begriff ITS-G5 anstatt DSRC verwendet.
Ziel des neuen Funkstandards für intelligente Verkehrssysteme sind hauptsächlich Anwendungen im Bereich von kooperativen Systemen.